# Víctor Manuel Arbeloa
Víctor Manuel Arbeloa Muru (ur. 1 stycznia 1936 w Mañeru) – hiszpański polityk, historyk i pisarz, były duchowny rzymskokatolicki, senator, od 1986 do 1994 eurodeputowany II i III kadencji.

## Życiorys
Pochodził z ubogiej rodziny, jego ojciec zginął w walkach wojny domowej. Uczył się w seminarium duchownym w Pampelunie i Universidad Pontificia Comillas, w 1959 został wyświęcony na księdza. Studiował filozofię i literaturę na Uniwersytecie Complutense w Madrycie oraz teologię i historię Kościoła na Papieskim Uniwersytecie Gregoriańskim. Odbył także studia doktoranckie, wykładał historię w madryckiej filii Uniwersytetu Papieskiego w Salamance oraz w kolegium diecezjalnym w Estelli.
Od 1963 do 1965 był koadiutorem parafii w Estelli, służył też jako duszpasterz emigrantów w Niemczech, Holandii i Wielkiej Brytanii oraz publikował w czasopismach. W okresie upadku władzy frankistów zbliżył się do teologii wyzwolenia, później porzucił kapłaństwo. Zaangażowany w działalność opozycyjną, w 1967 oskarżony w jednym procesie zakończonym uniewinnieniem, między 1972 a 1975 był kilkukrotnie aresztowany. Później zajął się działalnością pisarską i naukową dotyczącą współczesnej historii Hiszpanii i Kościoła, a także polityki, antyklerykalizmu i dziejów masonerii. Od lat 60. opublikował kilkadziesiąt książek oraz liczne artykuły, był też jednym z redaktorów Wielkiej Encyklopedii Nawarry.
W 1973 zaangażował się w działalność Hiszpańskiej Socjalistycznej Partii Robotniczej (początkowo w ramach odrębnej Partii Socjalistycznej Nawarry). W 1977 kandydował do parlamentu z listy Front Navarrès Independent. W latach 1979–1983 poseł i przewodniczący autonomicznego parlamentu Nawarry. Od 1979 do 1986 członek Senatu I i II kadencji, od 1983 należał też do Zgromadzenia Parlamentarnego Rady Europy. Od 1 stycznia 1986 do 5 lipca 1987 był posłem do Parlamentu Europejskiego w ramach delegacji krajowej, uzyskiwał reelekcję w wyborach w 1987 i 1989. Przystąpił do frakcji socjalistycznej, należał m.in. do Komisji Budżetowej oraz Komisji ds. Polityki Regionalnej, Planowania Regionalnego i Stosunków z Władzami Regionalnymi i Lokalnymi. W latach 1996–1997 doradca sekretarza generalnego PSOE w Nawarze, później wycofał się z polityki i w 2002 opuścił tę partię.
Odznaczony Krzyżem św. Jerzego (1983).